# Gallirallus insignis
Gallirallus insignis là một loài chim trong họ Rallidae.